# 布若祖夫

布若祖夫是波蘭的城鎮，位於該國東南部，距離首府熱舒夫38公里，由喀爾巴阡山省負責管轄，始建於1359年，面積11.45平方公里，2006年人口7,705。第二次世界大戰期間，納粹德國在1939年至1945年間佔領該鎮。

## 外部連結
- Official website （页面存档备份，存于）
- eBrzozow.net - Local community web portal

49°42′N 22°01′E / 49.700°N 22.017°E